# Flamínica
Las flamínicas eran las esposas de los flamines, distinguidas por sus adornos particulares y grandes prerrogativas. 
La flamínica dial se vestía de color de fuego y llevaba sobre sus vestidos la imagen del rayo. Le estaba prohibido traer zapatos de animal muerto que no lo hubiese sido violentamente y de subir más de treinta escalones de cualquier escala. Cuando iba a los Argeos no podía adornar su cabeza ni peinar sus cabellos. Traía en su peinado un ramo de encina verde. Le estaba prohibido el divorcio y su sacerdocio terminaba con la muerte de su marido. En fin, estaba obligada a las mismas observancias.